# Franz Gehrken
Franz Carl Gehrken (* 24. Dezember 1809 in Höxter; † vor 1865 in Arnsberg) war ein deutscher Verwaltungsbeamter und Richter.

## Leben
Franz Gehrken war Sohn des Prokurators Franz Josef Gehrken. Er studierte an der Philipps-Universität Marburg Rechts- und Kameralwissenschaft. 1829 wurde er Mitglied des Corps Teutonia zu Marburg. Nach dem Studium trat er in den preußischen Staatsdienst ein. Von 1838/39 absolvierte er das Regierungsreferendariat bei der Regierung in Minden. 1841 war er Justizkommissar und Notar in Laasphe. Im selben Jahr wurde er kommissarisch zum Landrat des Kreises Culm ernannt. 1846 
war er Land- und Stadtgerichtsassessor in Hilchenbach, im Jahr darauf in Rietberg, Kreis Wiedenbrück. 1850 kam er als Kreisrichter nach Geseke, Kreis Lippstadt. 1858 kam er in gleicher Funktion nach Arnsberg. Dort starb er im 6. Lebensjahrzehnt.